# Tel ‘Ovadya
Tel ‘Ovadya (hebreiska: תל עובדיה) är en höjd i Israel.   Den ligger i distriktet Norra distriktet, i den nordöstra delen av landet.
Terrängen runt Tel ‘Ovadya är kuperad. Runt Tel ‘Ovadya är det tätbefolkat, med 397 invånare per kvadratkilometer. Närmaste större samhälle är Tiberias, 11,8 km norr om Tel ‘Ovadya. Trakten runt Tel ‘Ovadya består till största delen av jordbruksmark.